# イシカタミア
イシカタミア（英：Isicathamiya）は、南アフリカのズールー人の伝統文化を起源とした歌のスタイルである。ア・カペラのスタイルだとヨーロッパでは理解されている。

## 歴史
「イシカタミア」言葉そのものに対しては直訳はなく、由来はズールー語の動詞「cathama」（慎重に歩くこと、そっと歩く）である。イシカタミアは、ミンストレルに触発されたサウンドと、ズールー族の伝統音楽との融合による音楽とされている。ズールー人のア・カペラであるムブーベ（ズールー語でライオンという意味）とは対照的である。伝統的に、ムブーベと呼ばれる音楽は大きく力強く歌うのに対し、イシカタミアはハーモニーを合わせることに重点を置く違いがある。
レディスミス・ブラック・マンバーゾなどの南アフリカのコーラスグループは、このスタイルである。イシカタミアを歌うのは伝統的に全員男性である。その歴史は20世紀初頭からで、多くの男性は祖国を離れて職を探しに都市へ向かった。部族民の多くが都会化されてしまったので、このスタイルは忘れられてしまった。
イシカタミアの大会は毎週土曜日の夜8時から翌朝8時まで、最高で30ものクワイアとともに、ヨハネスブルグ、ダーバンで開催されている。
このスタイルが西洋に知られるきっかけは、ポール・サイモンの1986年のアルバム『グレイスランド』に収録された曲「Diamonds on the Soles of her Shoes」だった。この曲の、レディスミス・ブラック・マンバーゾの心に響く声が、サイモンを感動させた。マンバーゾの「Homeless」や「Hello My Baby」、ボブ・ディランの「Knockin' on Heaven's Door」、「Mbube」（1939年にズールー人のソロモン・リンダが作曲した曲で、その後歌詞がついた歌は「ライオンは寝ている」と呼ばれる）など、大きな人気を認知を得ていった。マンバーゾのメンバーはキリスト教徒でもあるため、「アメイジング・グレース」のようなゴスペルと、ズールー人の音楽が融合したものもある。マンバーゾは世界的に有名な南アフリカのア・カペラ・グループである。
多くの南アフリカのミュージシャンは、マホテラ・クイーンズのようにエレクトリック・ギターなどの何らかの楽器を使ったり時々無伴奏でムバカンガを歌う。

## イシカタミアのミュージシャン
- レディスミス・ブラック・マンバーゾ

## 洋書
- Akrofi, Eric A., "Zulu indigenous beliefs: to what extent do they influence the performance practices of isicathamiya musicians?", University of Transkei, South Africa. A Paper Prepared for the African Arts Education Conference 2001 in South Africa.
- Erlmann, Veit, Music, Modernity, and the Global Imagination: South Africa and the West, New York : Oxford : Oxford University Press, 1999.
- Gunner, Liz, "City textualities: isicathamiya, reciprocities and voices from the streets", Social Dynamics: A journal of African studies, 1940-7874, Volume 34, Issue 2, 2008, Pages 156 – 173
- Xulu, M.K., "The Re-emergence of Amahubo Songs, Styles and Ideas in Modern Zulu Musical Styles." PhD dissertation, University of Natal. 1992